# Женщины в гражданской войне в Непале
Женщины составляли значительную и влиятельную силу в маоистском движении в ходе гражданской войны в Непале (1996–2006). Это вооружённое восстание под руководством Коммунистической партии Непала (маоистской) ставило своей целью свержение непальской монархии и установление Народной Республики. Конфликт унёс жизни более 13 000 мирных жителей и государственных служащих, привёл к перемещению около 200 000 человек и сопровождался широкомасштабными нарушениями прав человека, включая пытки, вымогательства и запугивания. Несмотря на то, что большинство боевиков были мужчинами, маоисты заявляли, что женщины составляли до 40% их сил — около 7600 человек из примерно 19 000. Это было беспрецедентным явлением для Непала, где женщинам было запрещено служить в армии вплоть до 2003 года.

## Причины массовой поддержки
Феномен массовой поддержки Коммунистической партии Непала во время Гражданской войны объясняется не столько привлекательностью чисто марксистской доктрины, сколько её трансформацией в мощный идеологический ответ на глубокий структурный кризис непальского государства и общества. Партия сумела канализировать вековое социальное, экономическое и этническое недовольство в программу революционных изменений, предложив маргинализированным группам не просто равенство в абстрактном смысле, а радикальное переустройство самой основы национальной идентичности.
Ключевым фактором стала идеология партии, которая провозглашала безусловное равенство всех людей независимо от пола, этнической принадлежности, региона или кастовой принадлежности. Это послание представляло собой прямую идеологическую альтернативу и вызов господствовавшей в стране феодальной и кастовой системе, основанной на иерархии и угнетении, которые исторически укоренились в непальском обществе [6]. Однако привлекательность этой идеологии была обусловлена её практическим применением. В контролируемых маоистами районах они не просто пропагандировали равенство, но и активно внедряли его, создавая параллельные органы власти («народные правительства»), которые боролись с дискриминационными практиками, поощряли представительство женщин и низших каст в руководящих органах и бросали вызов традиционной социальной гегемонии высших каст, особенно брахманов. 
Этот идеологический призыв лег на благодатную почву системного государственного провала. Королевское правительство демонстрировало хроническую неспособность обеспечить базовые услуги, развитие и безопасность в отдалённых сельских районах страны. Экономическая маргинализация, безземельность и крайняя нищета большей части населения, особенно представителей коренных народов и низших каст, создавали условия, в которых радикальные перемены виделись единственным выходом. Для этих групп, десятилетиями исключённых из политической, экономической и социальной жизни, риторика и действия маоистов предлагали не просто улучшение условий, а возможность полного ниспровержения существовавшей системы и обретения чувства собственного достоинства.

## Экономическое угнетение женщин
До 2008 года непальское общество было структурировано вокруг феодальной системы, основанной на крестьянском производстве, что позволяло государству и влиятельному местному дворянству контролировать доступ к земле и создавало невыгодные условия для многих групп. Крайнее неравенство в распределении земель, при котором 50% домохозяйств владели лишь 6,6% земли, а верхние 9% контролировали 47%, являлось фундаментальной причиной широкой бедности. Это лишало людей возможности самообеспечения и делало их зависимыми от займов с высокими процентными ставками у местных кредиторов и государственных агентств.
Однако феодализм особенно тяжело сказывался на женщинах. Их экономическая мобильность была жестко ограничена патрилинейной системой землевладения, которая лишала их права наследовать и владеть землей наравне с мужчинами. Это неравенство в доступе к ключевому ресурсу усугублялось структурой занятости: в 2001 году более 90% работающих женщин были заняты в сельском хозяйстве, где они выполняли тяжелый физический труд за заработную плату, составлявшую менее половины заработка мужчин. Таким образом, одной из главных целей маоистской партии было искоренение этой давней феодальной системы, что напрямую апеллировало к интересам обездоленных групп, таких как сельские женщины.

## Социальное угнетение женщин
Как отмечала старшая женщина-лидер Маоистской партии, товарищ Парвати, в Непале «социальное угнетение женщин прочно укоренено в государственной поддержке индуизма, который утверждает феодальное брахманическое правление, основанное на кастовой системе, принижающей женщин по отношению к мужчинам». В статусе официального индуистского государства подобные идеологии, и в особенности кастовая система, детерминировали всю социальную жизнь, где брахманы считались высшим сословием, а далиты («неприкасаемые») — низшим.
В рамках этой системы женщины рассматривались преимущественно как средство воспроизводства, а их социальная роль жестко ограничивалась функциями матери и жены. Особенно уязвимое положение занимали женщины-далиты, сталкивавшиеся с двойной эксплуатацией — как из-за гендера, так и из-за кастовой принадлежности. Это выражалось в системе ритуальных запретов: им, например, запрещалось входить в храмы, прикасаться к общей пище на собраниях или посещать публичные источники воды.
Помимо кастового угнетения, непальские женщины систематически страдали из-за практики приданого, обязывавшей семью невесты передавать средства или имущество семье жениха для заключения брака. Этот институт не только усугублял дискриминацию женщин, но и способствовал распространению фемицида (убийств новорожденных девочек) в сельских общинах, поскольку дочери воспринимались как экономическое бремя.
Именно в этом контексте глубоко укорененного социального угнетения акцент Маоистской партии на гендерном равенстве становился мощным инструментом мобилизации женщин, предлагая идеологическую и структурную альтернативу сложившемуся порядку.

## Роли
Народная война, развязанная Коммунистической партией Непала, предоставила женщинам беспрецедентную возможность выйти за рамки традиционных социальных ролей и участвовать в конфликте наравне с мужчинами. Они не только пополняли ряды боевиков, как, например, товарищ Парвати, достигшая высокого ранга командира, но и брали на себя критически важные функции в поддержке повстанческого движения.
Женщины служили медсёстрами, оказывая помощь раненым солдатам, работали курьерами, обеспечивая связь между отрядами, а также выступали в качестве организаторов, пропагандистов и разведчиц. Именно последние две роли — активисток и разведчиц — оказались особенно эффективными благодаря существовавшим в непальском обществе патриархальным стереотипам. Традиционное восприятие женщин как аполитичных домохозяек делало их «невидимыми» для властей и позволяло беспрепятственно проникать в новые районы, вербовать сторонников и собирать разведданные таким образом, который был бы немыслим для мужчин. Эта стратегическая эксплуатация гендерных предрассудков стала ключевым фактором успеха маоистов в мобилизации масс и ведении партизанской войны.

## Знаковые личности
В маоистском движении участвовали многие женщины, чьи судьбы иллюстрируют различные формы участия и репрессий. Ниже приведены некоторые ключевые фигуры:
- Дильмия Йонджан: Первая женщина-боевик в рядах маоистов. Погибла при подрыве бомбы во время вооружённого столкновения с полицией в Бетхане.
- Камала Бхатта: Президент Ассоциации всех женщин Непала (ANWA) в Горкхе — организации, игравшей ключевую роль в подготовке и вербовке сторонниц движения. Была изнасилована и убита сотрудниками полиции Горкхи.
- Деви Кхадка: Видная активистка периода Народной войны. До присоединения к маоистам была арестована полицией в районе Долакха, где её неоднократно насиловали офицеры, добиваясь подписания свидетельства о смерти её брата-заключённого. В настоящее время является депутатом парламента от Маоистской партии.
- Бинди Чаулагай: Местная жительница, оказывавшая поддержку движению, в частности, снабжая повстанцев продовольствием. После раскрытия её связей с маоистами была подвергнута пыткам на позднем сроке беременности, что привело к преждевременным родам, смерти ребёнка, а вскоре и к её собственной гибели.
- Лали Рокка: Медицинская работница и активистка, помогавшая боевикам в районе Ролпа. Была застрелена полицией за поддержку движения.
- Хисила Ями: Дочь известного борца за свободу Дхарма Ратны Ями. Одна из самых известных женщин-лидеров движения. Возглавляла Ассоциацию всех женщин Непала (1995–1997 гг.). В настоящее время является членом Центрального комитета Коммунистической партии Непала.

## Количество женщин среди жертв и участниц конфликта
Согласно данным организации INSEC, занимающейся вопросами прав человека в Непале, из 15 026 погибших в период Народной войны примерно 1 665 (или около 11% от общего числа погибших) составили женщины. Анализ этих данных демонстрирует крайне асимметричный характер насилия в отношении женщин: на правительственные силы приходится 85% всех случаев убийств женщин. Хотя в выборке чётко не разграничиваются участницы маоистского движения и гражданские лица, хорошо известно, что маоисты активно привлекали значительное число женщин к участию в Народной войне. Согласно оценкам ряда исследований, проведённых такими организациями, как Институт прав человека Непала, а также исследователями Сейрой Таманг, Сонал Сингх, Эдвардом Миллсом и Адхарики, доля женщин в маоистском движении в тот период достигала от 30 до 50%. Однако эти цифры значительно расходятся с более поздними оценками ООН, согласно которым лишь 24% бойцов Народной освободительной армии (маоистской) составляли женщины. Подобное расхождение может объясняться тем, что многие женщины были вовлечены в движение в качестве участниц, но далеко не все из них непосредственно принимали участие в боевых действиях.

## Последствия и реинтеграция
Последствия конфликта и процесс реинтеграции оказались для женщин-участниц особенно тяжёлыми, несмотря на то, что лозунги Народной войны провозглашали построение лучшей жизни для всех непальских граждан и гендерное равенство. В послевоенном непальском обществе многие из этих женщин столкнулись с двойным прессингом: их не только не принимали семьи и осуждало общество, но и сама система реинтеграции игнорировала их особые потребности и вклад. Как отмечает бывшая участница боевых действий против королевских войск Рачна Шахи, «семья её не принимает, а общество смотрит на неё с ненавистью».
Основное противоречие заключалось в том, что, сражаясь за новое общество, женщины-маоистки сознательно нарушали традиционные патриархальные нормы, а после войны от них ожидали возвращения к этим же жёстким гендерным ролям. Исследования Джудит Петтигрю и Сары Шнейдерман показывают, что общественное осуждение во многом было основано на том, что женщины «игнорировали „женские“ обязанности, такие как целомудрие и материнство» во время конфликта. Это социальное отчуждение усугублялось институциональным забвением: организации, ответственные за программы реинтеграции, зачастую не признавали специфического вклада и травм женщин, в результате чего инициативы не учитывали принципы гендерного равенства и не предлагали им реальных путей для возвращения к мирной жизни.
Помимо стигматизации, женщины столкнулись с суровыми экономическими реалиями. Их навыки, приобретённые за годы войны, оказались бесполезными или устаревшими на мирном рынке труда, который за десятилетие конфликта претерпел значительные изменения из-за автоматизации и технологического прогресса. Это означало необходимость практически с нуля проходить переобучение и начинать трудовую карьеру, что создавало дополнительные барьеры для их успешной и независимой жизни в уже незнакомой мирной реальности.